# 本当にあった笑える話
『本当にあった笑える話』（ほんとうにあったわらえるはなし）は、かつてぶんか社から発売されていた実話系の隔月刊4コマ漫画雑誌。2001年に『みこすり半劇場』の増刊として創刊し、2004年の独立創刊を経て、2024年11月29日休刊。毎月30日発売、隔月刊後は奇数月30日に発売された。略称「ほんわら」。表紙イラストは桜木さゆみ。雑誌コード：18129。

## 概要
誌名にもあるように、内容の大多数は実話系の読者投稿を基にした内容となっている。読者の投稿ネタを表現するため各作家の力量の見せ所となる。
毎号特集ジャンルが選ばれており、連載執筆陣の一部が特集ジャンルのネタを別に書いた作品が約半数を占める。
隔月で作者一人を特集する形の増刊号が発行されている。
読者投稿が採用され、漫画化になるとポイントとして読者に還元される『ほんわらポイント』を実施しており、貯めれば貯めるほど豪華景品と交換ができる。
ほんわらグループでも常時新人漫画家を求めているが、2015年からコミックエッセイに特化した新人賞の募集を実施しており大賞を受賞すればその場で単行本（いわゆるコミックス化）として発売される。
ほんわらグループで連載またはコミックエッセイ新人賞大賞受賞作のコミックエッセイ及びほんわらぴんきー増刊主任がゆく!スペシャルで連載中の4コマ漫画・ショートストーリー漫画はぶんか社コミックスとして発売している。
2016年に創刊15周年記念イベントを渋谷区内某所で開催されることが決定した。
2024年1月に独立創刊20周年記念を刊行、同時に月刊から隔月刊に移行したが、同年11月29日発売の2025年1月号で最終号を迎えた。連載作品は最終号をもって終了したが、読者投稿作品は、コンビニコミックの『ちび本当にあった笑える話』や増刊誌に掲載されていく。

## 連載作品
- 桜木さゆみのなぐさめてあげるッ（桜木さゆみ・ほんスペとの同時掲載）※みこすり半劇場から移籍
- 桜木さゆみが描く本当にあった笑える話（桜木さゆみ・ほんわらピンキーとほんスペとの同時掲載）※みこすり半劇場から移籍
- 桜木さゆみの東京（裏）ウォーカー（桜木さゆみ）
- 性別が、ない!（新井祥・ほんわらピンキーとの同時掲載）
- 上を向いて歩いてきた（堀田あきお&かよ）
- お前の母ちゃんBitch!II（内田春菊）
- 私達は繁殖している（内田春菊）
- インド夫婦茶碗（流水りんこ・ほんスペ（老い老い編）との同時掲載）
- 本当にあった芸人生活（チャーミングじろうちゃん）
- インコ様々（東條さち子）
- 彼方を見ていた（ザビエル山田）
- あいうえおえかき帖（野原エル子）
- 極妻母ちゃん 愛と笑いの子育て劇場（原作：椿みさを、作画：又野尚）
- 突撃!自衛官妻（日辻彩）
- モコとちんこのプリティ絵日記（いさやまもとこ）
- 東京駄ホモ生活（熊田プウ助・ほんわらピンキーとの同時掲載）
- 花かんむり（ふじのはるか）
- こども80's（柘植文）
- Theナース（甲斐さゆみ）
- 勝手におしゃれママ検定（たかせシホ）
- セレブにおまかせ!（辛酸なめ子）
- 骨盤学園DEポン！（樹るう、監修：寺門琢己）
- ら～まん（しらとりだいすけ）※みこすり半劇場から移籍
- うまい話にゃ肴あり（ラズウェル細木）※みこすり半劇場から移籍
- トラブルにゃんこ（たぁぽん）
- 流されて八丈島（たかまつやよい）※べつわらから移籍
- 数学くん（原作：内藤みか、作画：あらた真琴）
- おらえのすかしっこ（華桜こもも）※べつわらから移籍の上改題

## 過去の連載作品
- ママはお出かけ中（青沼貴子）
- 雷とマンダラ（雷門獅篭）
- じろう、母乳でちゃいそうです。（チャーミングじろうちゃん）

## 姉妹誌

### 別冊本当にあった笑える話
『別冊本当にあった笑える話』（べっさつほんとうにあったわらえるはなし）毎月14日頃発売されている。2014年9月号をもって休刊。略称「べつわら」。表紙イラストはたかの宗美。雑誌コード：07923

#### 連載作品（べつわら）
- 金髪女将綾小路ヘレン（たかの宗美）※ほんわらぴんきー増刊『主任がゆく!スペシャル』へ移籍
- 昭和のこども（流水りんこ）※ほんわらぴんきー増刊『主任がゆく!スペシャル』へ移籍
- 流されて八丈島（たかまつやよい）※ほんわら本誌へ移籍
- となりの席は外国人（あらた真琴）※ほんスペへ移籍
- 毎日、やらかしてます。（沖田×華）※ほんわらぴんきーへ移籍
- おらほのへっこ（華桜こもも）※ほんわら本誌へ移籍
- 私たちは増殖している別館（内田春菊）

### 本当にあった笑える話Pinky
『本当にあった笑える話Pinky』（ほんとうにあったわらえるはなしぴんきー）毎月21日頃発売されている。2023年3月号をもって休刊。略称「ほんわらぴんきー」。表紙イラストは梅宮あいこ。 雑誌コード：08209

#### 連載作品（ほんわらぴんきー）
- そんな森野でございます（森野いずみ）
- ウワサの芸能マガジン（チャールズ後藤）
- ナニワの最強お水伝説（UMACO）
- 毎日、やらかしてます（沖田×華）※べつわらから移籍
- 今夜、M山町のホテルで…。（北沢バンビ）
- お水のおシゴト（梅宮あいこ・読者投稿体験談に基づいた4コマ主体の本編とショートストーリー主体の特別編の2本立て。高井りえ、内藤みか他：特別編原作）

### 本当にあった笑える話スペシャル
『本当にあった笑える話スペシャル』（ほんとうにあったわらえるはなしスペシャル）毎月7日頃に発売されている。略称「ほんスペ」。元々は『本当にあった笑える話』の増刊号として出していたが、2014年5月に独立創刊した。2022年1月号をもって休刊。表紙イラストはメインは華桜こももだが不定期に一度チャールズ後藤が担当する場合もある。

#### 連載作品（ほんスペ）
- 私たちは増殖しているおはなし（内田春菊）
- 赤面小町ドキッ!（華桜こもも）
- アブ脳ございます（犬養ヒロ）
- となりの席は外国人（あらた真琴）※べつわらから移籍

### 主任がゆく!スペシャル
『主任がゆく!スペシャル』（しゅにんがゆくスペシャル）毎月21日頃に発売されていた。2006年に創刊。創刊時は季刊誌であったが、隔月刊化を経て2009年より月刊誌となった。2024年10月21日発売のvol.194で休刊。最終号では『comicタント』（同社）に移籍される川泉ポメの『炎上上等シンデレラ』以外は、すべての作品が最終回となった。
従来の母体誌であった『みこすり半劇場』の休刊に伴って2014年5月に『本当にあった笑える話Pinky』（ほんわらぴんきー）の増刊号として編入され、『ほんわらグループ』で唯一の創作系4コマ誌となった。

#### 連載作品（主任がゆく!スペシャル）
- 主任がゆく!・金髪女将綾小路ヘレン（たかの宗美）※金髪女将綾小路ヘレンのみべつわらから移籍
- 農学女子（そめい吉野）
- 死神さんが通りまス（火ノ鹿たもん）
- 2KZ（長田佳奈）
- モノズキ散歩（胡桃ちの）

#### 過去の連載作品（主任がゆく!スペシャル）
- 看護学生のナイショ（NYAN）
- お嬢様カンパニー(仮)（宮崎星矢）
- ちょこもなっ!（渡辺ゆづる）
- さんきゃくイーゼル（永井道紀）
- プライスレス家族（桜沢鈴）
- うしろのカノジョ（佐野妙）
- 吸血鬼にっき（あづま笙子）
- ママは習い事がお好き（青沼貴子）
- 義母と娘のブルース（桜沢鈴）
- おさな妻の星（後藤羽矢子）
- 金髪社員白鳥ヒロシ（たかの宗美）
- スマイルユウミさん!（久保田順子）
- 黒森さんの好きなこと（テンヤ）
- 墨たんですよ!（師走冬子）
- ゆえちゃんのメイドさん→ゆえちゃんは今日も遊びたい（佐野妙）
- となりの子育てくん（NYAN）
- BARふたまた（葛西映子）
- 昭和のこども（流水りんこ）※べつわらから移籍
- 妖怪タヌキのそだて方（うず）
- カメのまんねんさん（千石のりお）

### 本当にあった(生)ここだけの話
『本当にあった(生)ここだけの話』（ほんとうにあったまるなまここだけのはなし）ぶんか社ムックとして発売。元々は芳文社で毎月出されていた雑誌だったが休刊に伴いほんわらファミリーに編入し、『ほんわらグループ』で唯一のムック本である。

### ちび本当にあった笑える話
『ちび本当にあった笑える話』（ちびほんとうにあったわらえるはなし）毎月30日頃に発売されている。略称『ちびわら』。表紙イラストは特集によって異なる。『ほんわらグループ』で唯一のコンビニコミック。

## 単行本
- 桜木さゆみの本当にあった笑える話（桜木さゆみ） 2007年10月30日 ISBN 978-4821185092
- 本当にあった笑える話（桜木さゆみ）
- 桜木さゆみのなぐさめてあげるッ（桜木さゆみ） 2008年7月30日 ISBN 978-4821186464
- 本当にあった笑える話PINK―みんなのエッチないしょ話（桜木さゆみ） 2006年12月 ISBN 978-4821183623
- 本当にあった笑える話 お水のオシゴト編（梅宮あいこ） 2006年8月31日 ISBN 978-4821183357
- 東京裏ウォーカー（桜木さゆみ） 2005年6月30日 ISBN 978-4821181681
- 本当にあった笑える話 まるごと読者投稿!!（たかの宗美） 2004年5月 ISBN 4-8211-8086-3
- 本当にあった最強オフィス・ハプニング（たかの宗美） 2005年5月26日 ISBN 4-8211-8160-6
- 本当にあった読者の最強ハプニング（たかの宗美） 2006年7月28日 ISBN 4-8211-8321-8

## 主な作家
漫画
- たかの宗美
- 桜木さゆみ
- 小沢カオル
- チャールズ後藤
- たかまつやよい
- うぐいすみつる
- さかもとみゆき
- 流水りんこ
- 新井祥
- 柘植文
- 小本田絵舞
- 美月李予
- 松本耳子
- 松山花子
- すみれいこ
- 山田まりお
- 東條さち子
- 辛酸なめ子
- 吉田美紀子
- ひぐらしカンナ
- 胡桃ちの
- 内田春菊
- 新井キヒロ
- 沖田×華
- 小谷梓
- 日辻彩
- 又野尚
- たかせシホ
- 梅宮あいこ
- 遥那もより（comicoベストチャレンジ枠にて新作を連載中）
- 鈴木ぺんた

コラム
- 南部虎弾（電撃ネットワーク）
- 岡崎大五
- 李小牧（2009年1月号まで）
- 角川いつか（2009年2月号から）